# Jorge Aravena
Jorge Orlando Aravena Plaza (Santiago del Cile, 22 aprile 1958) è un ex calciatore e allenatore di calcio cileno, di ruolo attaccante.
Abile realizzatore, ha giocato prevalentemente in America, con una breve esperienza europea; già membro della Nazionale di calcio cilena, si classifica all'ottavo posto per numero di gol con la sua selezione, avendo messo a segno ventidue reti.

## Caratteristiche tecniche
Versatile, in grado di giocare sia come trequartista che come attaccante puro, il suo punto forte era la potenza del tiro, effettuato con il piede sinistro, segnatamente su calcio piazzato: grazie alla sua abilità, infatti, fu soprannominato El mortero (il mortaio). I suoi calci da fermo prendevano una traiettoria arcuata e un forte effetto, che li rendevano difficilmente intercettabili dai portieri.

## Carriera

### Giocatore

#### Club
Agli inizi di carriera fece parte dell'Universidad Católica che a metà degli anni 1980, guidata da Ignacio Prieto, vinse sia le due coppe nazionali allora esistenti (Copa Polla Gol e Copa República), sia il campionato nazionale. All'interno della squadra, mantenne una posizione importante, condividendo la leadership con il portiere Marco Cornez, il centrocampista Mario Lepe e l'attaccante Osvaldo Hurtado.
Nel 1985 si trasferì in Spagna, firmando per il Real Valladolid del tecnico Vicente Cantatore; la stagione terminò con il decimo posto della squadra, e Aravena lasciò l'Europa dopo una sola annata. Fu il Deportivo Cali, nel 1986, ad assicurarsi il calciatore cileno, che, arrivato da sconosciuto, si impose presto come un elemento significativo nel club.
La stagione 1987 lo vide segnare 23 reti, risultato che lo mise in cima alla classifica marcatori della Categoría Primera A di quell'anno. Lasciò dunque la Colombia nel 1988, trasferendosi ai messicani del Puebla; con la società mesoamericana visse un periodo di successi, conquistando campionato, coppa e Campeón de Campeones. Tornò quindi in Cile, dopo uno scampolo di 1991 giocato in Brasile, per chiudere la carriera.

#### Nazionale
Dal 1983 al 1989 fece parte della Nazionale, segnando ventidue reti in trentasei partite totali; partecipò alle qualificazioni per Messico 1986 e Italia 1990, vestendo talora la fascia di capitano; segnò inoltre un celebre gol contro l'Uruguay.

### Allenatore
La sua carriera di allenatore iniziò subito con una vittoria, la promozione in prima divisione dell'Audax Italiano nel 1995, ottenuta in virtù del secondo posto finale dietro al Santiago Wanderers. Successivamente, allenò il Palestino e il Santiago Morning.
Con il Santiago Morning ottenne la sua seconda promozione, arrivata dopo quattordici anni di militanza del club in seconda divisione; fu così ingaggiato dall'Everton di Viña del Mar; con questa società, però retrocedette dalla prima divisione, venendo di conseguenza esonerato e tornando pertanto al Santiago Morning.
In Messico allenò il Puebla, che già lo aveva visto nei suoi ranghi da giocatore, dove rimase per la stagione 2005. Tornò dunque in patria per poi guidare i Lobos BUAP, altra compagine messicana, con cui però non centrò la promozione; nel 2008 fu assunto dal Santiago Wanderers al posto di Gustavo Huerta, ma invece di migliorare i risultati del precedente tecnico, li peggiorò e sfiorò la retrocessione in terza divisione. Nel 2009 fu incaricato di guidare il Club Deportivo Palestino, sostituendo Luis Musrri.

## Palmarès

### Club
- Copa Chile: 2

Universidad Católica: 1983
Unión Española: 1992
- Campionato cileno: 1

Universidad Católica: 1984
- Copa República: 1

Universidad Católica: 1984
- Campionato messicano: 1

Puebla: 1989-1990
- Coppa del Messico: 1

Puebla: 1989-1990
- Campeón de Campeones: 1

Puebla: 1989-1990

### Individuale
- Capocannoniere della Copa Chile: 1

1983 (23 gol)
- Capocannoniere della Categoría Primera A: 1

1987 (23 gol)
- Capocannoniere della Coppa del Messico: 1

1989-1990 (5 gol, condiviso con Sergio Omar Almirón)
- Pallone d'oro (Messico): 1

1989-1990